# Orphans
«Orphans» ―en español: Huérfanos― es una canción de la banda de rock británica Coldplay de su octavo álbum de estudio Everyday Life. Fue lanzado el 24 de octubre de 2019, junto con el sencillo «Arabesque» y aparece en la segunda cara del álbum Sunset. La canción fue escrita por los miembros de la banda y producida por The Dream Team.

## Antecedentes y promoción
El 24 de octubre de 2019, la banda anunció el lanzamiento (el mismo día) de las canciones «Arabesque» y «Orphans» como un lanzamiento dual y como los primeros sencillos de Everyday Life . Sobre el contenido de las canciones, el cantante principal Chris Martin dijo en una entrevista con BBC Radio 1 que "algunas son muy personales, sobre cosas reales de mi vida, y algunas sobre cosas que veo o vemos, y algunas se trata de tratar de sentir empatía por lo que están pasando otras personas ". El día del lanzamiento, la banda configuró un temporizador con una cuenta regresiva hasta el lanzamiento de las canciones.

## Grabación
La canción fue grabada en el último minuto durante la mezcla del álbum Everyday Life, para el cual sirvió como uno de los dos sencillos principales.

## Video musical
El video musical de la canción se estrenó el 25 de octubre de 2019. El video musical muestra el desarrollo de la canción desde sus primeras raíces, un memorando de voz de Chris Martin en el que se escucha al cantante hablando sobre la afinación de su guitarra antes de tocar lo que se convertiría en el riff principal de la canción, hasta la canción completamente pulida que fue publicada. El video musical ganó un premio en los MTV VMA de 2020 por el video musical 'Mejor rock'.

## Presentaciones en vivo
La canción se interpretó en vivo por primera vez durante el Saturday Night Live de NBC el 2 de noviembre de 2019. En un ensayo, Martin explicó a los bailarines que acompañaron la actuación de la banda, "Esta canción trata sobre, ves todas estas fotos de jóvenes como tú y un poco mayores como nosotros, que tienen que dejar sus países y todos los llaman refugiados o migrantes en lugar de solo personas. Entonces estábamos pensando, esto podría ser cualquiera de nosotros que estemos en estos campamentos o en la frontera o lo que sea. Y de eso se trata esta canción, es como si la gente como nosotros dijera: 'Solo quiero ir a casa y ser normal'". Más tarde, «Orphans» se transmitió en vivo en el Annie Mac Show de BBC Radio 1 el 27 de noviembre de 2019 junto con «Arabesque», «Everyday Life», «Lovers in Japan» y «Guns».

## Personal
Créditos adaptados de las notas del booklet de "Orphans / Arabesque".
| - Grabación - Coldplay - Guy Berryman - bajo - Will Champion - batería, percusión, coros - Jonny Buckland - guitarra - Chris Martin - guitarra, voz Músicos adicionales - Aluna - coro vocal - Garine Antreassian - coro vocal - Jocelyn 'Jozzy' Donald - voz del coro - Nadeen Fanous - coro vocal - Marwa Kreitem - coro vocal - Apple Martin - coro vocal - Max Martin - teclados - Moses Martin - coro y coro - Bashar Murad - voz del coro - Ben Oerlemans - coro vocal - Bill Rahko - coro vocal - Norah Shaqur - coro vocal - Rik Simpson - teclados | - Producción - Principal - Daniel Green - productor - Emily Lazar - Masterización - Max Martin - productor, programación - Bill Rahko - productor - Rik Simpson - productor Asistentes - Erwan Abbas - asistente de ingeniería - Chris Allgood - asistente de masterización - Matt Glasbey - asistente de ingeniería - Pierre Houle - ingeniería adicional - Matt Latham - asistente de ingeniería - Baptiste Leroy - asistente de ingeniería - Bastien Lozier - ingeniería adicional - Issam Murad - asistente de ingeniería - Anthony De Souza - asistente de ingeniería - Federico Vindver - ingeniería adicional |

## Posicionamiento en listas
| Lista (2019–2020)                                       | Mejor posición |    |
| ------------------------------------------------------- | -------------- | -- |
| Alemania (Offizielle Deutsche Charts)                   | 94             |    |
| Argentina (Argentina Hot 100)                           | 62             |    |
| Australia (ARIA)                                        | 71             |    |
| Bélgica (Flandes) (Ultratop 50)                         | 9              |    |
| Bélgica (Valonia) (Ultratop 50)                         | 7              |    |
| Bolivia (Monitor Latino)                                | 14             |    |
| Canadá (Canadian Hot 100)                               | 59             |    |
| Canadá AC (Billboard)                                   | 33             |    |
| Canadá Hot AC (Billboard)                               | 47             |    |
| Canadá Rock (Billboard)                                 | 27             |    |
| Croacia (HRT)                                           | 4              |    |
| Escocia (Scottish Singles Sales Chart)                  | 13             |    |
| Eslovaquia (Rádio Top 100)                              | 91             |    |
| Eslovaquia (Singles Digitál Top 100)                    | 45             |    |
| Eslovenia (SloTop50)                                    | 25             |    |
| España (PROMUSICAE)                                     | 88             |    |
| Estados Unidos Bubbling Under Hot 100 (Billboard)       | 6              |    |
| Estados Unidos (Adult Top 40)                           | 28             |    |
| Estados Unidos Hot Rock & Alternative Songs (Billboard) | 3              |    |
| Estados Unidos Rock Airplay (Billboard)                 | 1              |    |
| República Checa (Rádio Top 100)                         | 27             |    |
| República Checa (Singles Digitál Top 100)               | 56             | 56 |
| Estonia (Eesti Ekspress)                                | 31             |    |
| Francia (SNEP)                                          | 172            |    |
| Hungría (Rádiós Top 40)                                 | 20             |    |
| Hungría (Single Top 40)                                 | 37             |    |
| Irlanda (IRMA)                                          | 31             |    |
| Israel (Media Forest)                                   | 4              |    |
| Italia (FIMI)                                           | 55             |    |
| Letonia (LAIPA)                                         | 23             |    |
| Líbano (Lebanese Top 20)                                | 7              |    |
| Lituania (AGATA)                                        | 28             |    |
| México Airplay (Billboard)                              | 24             |    |
| México Inglés Airplay (Billboard)                       | 1              |    |
| Países Bajos (Dutch Top 40)                             | 15             |    |
| Países Bajos (Mega Single Top 100)                      | 37             |    |
| Nueva Zelanda Hot Singles (RMNZ)                        | 10             |    |
| Noruega (VG-lista)                                      | 33             |    |
| Polonia (Polish Airplay Top 100)                        | 20             |    |
| Portugal (AFP)                                          | 65             |    |
| Suecia (Sverigetopplistan)                              | 37             |    |
| Suiza (Schweizer Hitparade)                             | 25             |    |
| Reino Unido (UK Singles Chart)                          | 27             |    |

| Lista (2019)                                            | Posición |
| ------------------------------------------------------- | -------- |
| Países Bajos (Dutch Top 40)                             | 88       |
| Estados Unidos Hot Rock & Alternative Songs (Billboard) | 98       |
| Lista (2020)                                            | Posición |
| Bélgica (Valonia) (Ultratop Wallonia)                   | 82       |
| Hungría (Rádiós Top 40)                                 | 99       |
| Estados Unidos Rock Airplay (Billboard)                 | 7        |
| Estados Unidos Hot Rock & Alternative Songs (Billboard) | 27       |

## Certificaciones
| País                                                             | Certificación | Ventas   |
| ---------------------------------------------------------------- | ------------- | -------- |
| Brasil (ABPD)                                                    | Oro           | 20,000   |
| Reino Unido (BPI)                                                | Plata         | 200,000^ |
| ^ cifras de envíos sobre la base de la certificación por sí sola |               |          |

## Historial de lanzamiento
| Región      | Fecha                  | Formato                      | Etiqueta          | Ref.   |
| ----------- | ---------------------- | ---------------------------- | ----------------- | ------ |
| Varios      | 24 de octubre de 2019  | Descarga digital streaming   | Parlophone        | [ 61 ] |
| Australia   | 25 de octubre de 2019  | Radio de éxito contemporáneo | Parlophone Warner | [ 62 ] |
| Italia      | 25 de octubre de 2019  | Radio de éxito contemporáneo | Warner            | [ 63 ] |
| Reino Unido | 25 de octubre de 2019  | Radio de éxito contemporáneo | Parlophone        | [ 64 ] |
| Reino Unido | 2 de noviembre de 2019 | Adult contemporary           | Parlophone        | [ 65 ] |